# Султановский сельсовет
Султа́новский сельсове́т — муниципальное образование в составе Володарского района Астраханской области, Российская Федерация. Административный центр — село Нижняя Султановка.

## Географическое положение
Граница сельсовета начинается от точки пересечения реки Бушма с границей Приволжского района и идёт на юго-восток по середине реки Бушма на протяжении 2550 м, затем поворачивает на северо-восток и идёт по суходолу протяженностью 300 м до канала К-1, поворачивает на юго-восток и идет по его середине на протяжении 1600 м до безымянного ерика, далее по суходолу протяженностью 350 м до реки Рыча. Затем граница поворачивает на юго-восток и идет по середине реки Рыча до реки Бушма, затем по её середине до реки Сахма, поворачивает на северо-запад по середине реки Сахма до ерика Широкий, по его середине до ерика Вязовой, по его середине до ерика Семеновский, затем идёт по середине ерика Семеновский в юго-восточном направлении до ерика без названия, далее на юго-запад по его середине до ерика Коршовка, затем идёт в северо-западном направлении по середине ерика Коршовка до водооградительного вала протяженностью 2000 м, идет по валу на северо-восток на протяжении 400 м до ерика Калмыцкий, далее в северо-западном направлении по его середине на протяжении 2600 м до безымянного ерика, по его середине на протяжении 2770 м, поворачивает в северо-восточном направлении и по суходолу пересекает остров Карачан протяженностью 1200 м до реки Бушма, и идёт до первоначальной точки.

## Население
| 2010 | 2012 | 2013 | 2014 | 2015 | 2016 | 2017 |
| ---- | ---- | ---- | ---- | ---- | ---- | ---- |
| 711  | ↘709 | ↘700 | ↘691 | ↗694 | ↘681 | ↗683 |
| 2018 | 2019 | 2020 | 2021 |      |      |      |
| ↘679 | ↘672 | ↘668 | ↘663 |      |      |      |

Этнический состав
| Национальность | Численность (2010) | Процент |
| -------------- | ------------------ | ------- |
| Казахи         | 706                | 100%    |
| Всего          | 706                | 100%    |

## Состав
Численность населения на 01.01.2013 г. составило 719 человек.
В состав поселения входят следующие населённые пункты:
| Населённый пункт         | Население, человек (01.01.2011) | Население, человек (01.01.2012) | Население, человек (01.01.2013) |
| ------------------------ | ------------------------------- | ------------------------------- | ------------------------------- |
| Нижняя Султановка, село  | 466                             | 470                             | 469                             |
| Средняя Султановка, село | 89                              | 90                              | 84                              |
| Береговой, посёлок       | 148                             | 164                             | 166                             |

## Инфраструктура
На территории муниципального образования расположены фельдшерско-акушерский пункт, почтовое отделение № 416198, несколько продуктовых магазинов. Действует МОУ «Султановская ООШ имени Байбулата Намазбаева». В Средней Султановке работает система централизованного водноснабжения, в Нижней Султановке и Береговом планируется её создание.